# Invictus (альбом)
«Invictus» — п'ятий студійний альбом гурту Сокира Перуна, випущений у 2010 році на PC Records.

## Зміст
Альбом складається з 15-ти треків, чотири останні є дублем окремих попередніх з перекладом на українську.
| #     | Назва                                                        | Тривалість |
| ----- | ------------------------------------------------------------ | ---------- |
| 1.    | «Січ»                                                        | 05:05      |
| 2.    | «Punch Distance» ((англ.))                                   | 04:58      |
| 3.    | «Чорний пастух» (Black Shepherd (англ.))                     | 03:16      |
| 4.    | «True till Death»                                            | 02:58      |
| 5.    | «Останній бунт» (Honor cover)                                | 03:35      |
| 6.    | «Bars»                                                       | 03:29      |
| 7.    | «Відчуй силу»                                                | 03:21      |
| 8.    | «Ні толерантності»                                           | 04:17      |
| 9.    | «Invictus»                                                   | 02:56      |
| 10.   | «Байда»                                                      | 04:03      |
| 11.   | «Братья в Вальхалле»                                         | 04:40      |
| 12.   | «Відстань удару» (Punch distance у перекладі)                | 04:39      |
| 13.   | «True till Death» (бонус, однойменна композиція у перекладі) | 02:58      |
| 14.   | «Ґрати» (бонус, Bars у перекладі)                            | 03:28      |
| 15.   | «Invictus» (бонус, однойменна композиція у перекладі)        | 02:53      |
| 56:36 |                                                              |            |

## Склад гурту на момент запису
- Арсеній Білодуб — вокал, тексти
- Андрій Костюк — гітара
- Олександр Олійник — бас
- Григорій «Odalv» Севрук — ударні (Elderblood)

Усі тексти, окрім «Байда» (Дмитро Савченко) та «Invictus» (В. Е. Генлі), авторства Білодуба.